# Ochthebius discretus
Ochthebius discretus är en skalbaggsart som beskrevs av Leconte 1878. Ochthebius discretus ingår i släktet Ochthebius och familjen vattenbrynsbaggar. Inga underarter finns listade i Catalogue of Life.